# Tectaria cicutaria
Tectaria cicutaria là một loài thực vật có mạch trong họ Dryopteridaceae. Loài này được (L.) Copel. miêu tả khoa học đầu tiên năm 1907.